# Tampok
De Tampok (ook: Tampoc) is een rivier in het binnenland van Frans-Guyana in de gemeente Maripasoula. De rivier heeft zijn bron in het Toemoek-Hoemakgebergte, en is een zijrivier van de Lawa. De Tampok is 268 kilometer lang.

## Loop
De Tampok heeft zijn bron in het Toemoek-Hoemakgebergte bij de grens met Brazilië en vormt de westelijke waterscheiding. Aan de oostkant van het gebergte bevindt zich de bron van de Camopi die samenvloeit met de Oiapoque. Er zijn meerdere zijrivieren waarvan de Waki (ook Ouaqui) het belangrijkst is. De Waki is onderdeel van het Chemin des Émerillons (weg van de merlijns, een kleine havikachtige roofvogel, verwant aan de sperwer), een indianenpad van het Teko-volk (dat tussen de Tampok en de Camopi woont) om van de westkant van Frans-Guyana naar de oostkant of omgekeerd te komen. De Tampok mondt uit in de Lawa die na zijn samenvloeiing met de Tapanahony de Marowijne wordt genoemd en zijn monding heeft in de Atlantische Oceaan.

## Bewoning en bedreiging
De inheemse dorpen Kayodé en Élahé bevinden zich aan de Tampok. Sinds het begin van de 21e eeuw is er sprake van een goldrush en trekken met name garimpeiro's naar de rivier. Het goudzoeken heeft geleid tot ernstige vervuiling van de rivier met kwik.